# 8647 Популюс
8647 Популюс (8647 Populus) — астероїд головного поясу, відкритий 2 вересня 1989 року.
Тіссеранів параметр щодо Юпітера — 3,587.
Названий за латинською назвою роду тополя.